# 卡倫·羅伯茨
卡倫·羅伯茨（英語：Callum Roberts；1997年4月14日—）是一位英格蘭足球運動員，在場上司職前鋒。他現在他現在效力於英格蘭足球超級聯賽球隊紐卡斯爾聯足球俱樂部。

## 外部連結
- Soccerway資料庫：卡倫·羅伯茨
- Newcastle United profile （页面存档备份，存于）